# Sommer-Paralympics 2008/Teilnehmer (Frankreich)
| stlisierte Goldmedaille | stlisierte Silbermedaille | stlisierte Bronzemedaille |
| ----------------------- | ------------------------- | ------------------------- |
| 12                      | 21                        | 19                        |

Frankreich nahm mit 130 Sportlern an den Sommer-Paralympics 2008 im chinesischen Peking teil.
Damit gehörte die Mannschaft zu den Ländern mit den meisten Athleten. Fahnenträgerin bei der Eröffnungsfeier war die Leichtathletin Assia El'Hannouni. Sie war auch die erfolgreichste Teilnehmerin mit jeweils zwei Gold- und zwei Silbermedaillen.

## Teilnehmer nach Sportarten

### Bogenschießen
Frauen
- Brigitte Duboc
- Maufras du Chatell

Männer
- Maurice Champey
- Stephane Gilbert
- Olivier Hatem
- Fabrice Meunier, 1×  (Recurve Einzel, Klasse Stehend)

### Judo
Frauen
- Sandrine Aurieres-Martinet, 1×  (Klasse bis 52 kg)
- Celine Manzouli
- Karima Medjeded
- Angelique Quessandier, 1×  (Klasse bis 63 kg)

Männer
- Olivier Cugnon de Sevricourt, 1×  (Klasse bis 90 kg)
- Cyril Jonard, 1×  (Klasse bis 81 kg)
- Gerald Rollo
- Julien Tauriens, 1×  (Klasse über 100 kg)
- Kevin Villemont

### Leichtathletik
Frauen
- Melanie Barthe
- Assia El'Hannouni, 2×  (200 Meter, 400 Meter; Klasse T12), 2×  (800 Meter, Klasse T12/13; 1500 Meter, Klasse T13)
- Nantenin Keïta, 1×  (200 Meter, Klasse T13), 1×  (400 Meter, Klasse T13)
- Marie-Amélie Le Fur, 2×  (100 Meter, Klasse T44; Weitsprung, Klasse F44))
- Patricia Marquis

Männer
- Arnaud Assoumani, 1×  (Weitsprung, Klasse F46)
- Denis Auge
- Aladji Ba
- Stephane Bozzolo *
- Julien Casoli *
- Thierry Cibone
- Mathieu Defosse
- Pierre Fairbank *
- Tony Falelavaki
- Alain Fuss *
- Pasquale Gallo *
- François Guerin
- Claude Issorat
- Clavel Kayitare
- Xavier le Draoullec
- Denis Lemeunier *
- Tresor Makunda, 1×  (100 Meter, Klasse T11) *
- Eric Martin
- Djamel Mastouri, 1×  (800 Meter, Klasse T37)
- Edgar Onezou
- Serge Ornem
- Ronan Pallier *
- Antoine Perel
- Hugues Quiatol
- Cedric Schwartzler
- Gautier Simounet
- Pasilione Tafilagi
- Jean-Pierre Talatini, 1×  (Speerwerfen, Klasse F33/34/52)

|*Staffelwettbewerbe
| Männer 4×100 Meter Klasse T11-13 (Bronze                             | Männer 4×400 Meter Klasse T53/54 (Bronze )                       |
| -------------------------------------------------------------------- | ---------------------------------------------------------------- |
| - Stephane Bozzolo - Pasquale Gallo - Tresor Makunda - Ronan Pallier | - Julien Casoli - Pierre Fairbank - Alain Fuss - Denis Lemeunier |

### Powerlifting (Bankdrücken)
Frauen
- Carine Burgy
- Souhad Ghazouani, 1×  (Klasse bis 48 kg)

Männer
- Charly Castel
- David Nard

### Radsport
Frauen
- Catherine Martin

Männer
- Stephane Bahier
- Yvon Buchmann
- Olivier Donval *
- Joel Jeannot
- David Mercier, 1×  (Einzelstraßenrennen, Klasse LC1/LC2/CP4)
- Alain Quittet, 1×  (Einzelzeitfahren Straße, Klasse HC A)
- John Saccomandi *
- Damien Severi
- Laurent Thirionet, 1×  (Einzelzeitfahren Straße, Klasse LC3)

|*Straßenrennen der Blinden
| Männer Einzelstraßenrennen Klasse B&VI 1-3 (Bronze ) |
| ---------------------------------------------------- |
| - Olivier Donval - John Saccomandi                   |

### Reiten
Frauen
- Nathalie Bizet
- Celine Gerny

### Rollstuhlfechten
Frauen
- Sylvie Magnat
- Patricia Picot
- Sabrina Poignet

Männer
- Robert Citerne
- Marc-André Cratere
- Laurent François, 1×  (Säbel Einzel, Kategorie B), 1×  (Florett Einzel, Kategorie B)
- Alim Latrèche
- David Maillard
- Cyril More

### Rollstuhltennis
Frauen
- Florence Gravellier, 1×  (Einzel) *
- Arlette Racineux *

Männer
- Stéphane Houdet *
- Michaël Jeremiasz *
- Lahcen Majdi
- Nicolas Peifer

| Frauen Doppel (Bronze )                  | Männer Doppel (Gold )                 |
| ---------------------------------------- | ------------------------------------- |
| - Florence Gravellier - Arlette Racineux | - Stéphane Houdet - Michaël Jeremiasz |

### Rudern
Männer
- Patrick Laureau

### Schießen
Frauen
- Michele Amiel

Männer
- Tanguy de La Forest
- Cedric Friggeri
- Bernard Lamoureux
- Didier Richard
- Cedric Rio
- Raphael Voltz, 2×  (Luftgewehr 10 Meter stehend, Luftgewehr 10 Meter liegend; Klasse SH2)

### Schwimmen
Frauen
- Maud Didier
- Emilie Gral
- Florence Lancial
- Rachel Lardiere, 1×  (100 Meter Brust, Klasse SB5)
- Elodie Lorandie, 1×  (200 Meter Lagen, Klasse SM10)
- Genevieve Pairoux-Lagardere
- Eztitxu Vivanco

Männer
- Yann Bourdier
- Sami El Gueddari
- Yann Nouard
- Vincent Rupp
- David Smétanine, 2×  (50 Meter + 100 Meter Freistil, Klasse S4), 2×  (50 Meter Rücken, 200 Meter Freistil; Klasse S4)

### Segeln
Männer
- Bruno Jourdren *
- Herve Larhant *
- Thierry Schmitter
- Damien Seguin, 1×  (Ein-Mann-Kielboot, Klasse 2,4mR)
- Nicolas Vimont-Vicary *

Mannschaftswettbewerb
| Drei-Mann-Kielboot (Silber )                             |
| -------------------------------------------------------- |
| - Bruno Jourdren - Herve Larhant - Nicolas Vimont-Vicary |

### Tischtennis
Frauen
- Anne Barneoud *
- Fanny Bertrand *
- Genevieve Clot
- Marie-Christine Fillou *
- Thu Kamkasomphou, 1×  (Einel, Klasse 8) *
- Isabelle Lafaye *
- Audrey le Morvan *
- Claire Mairie *
- Stephanie Mariage *
- Florence Sireau-Gossiaux

Männer
- Vincent Boury, 1×  (Einzel, Klasse 2) *
- Gilles de la Bourdonnaye *
- Jean-François Ducay *
- Christophe Durand, 1×  (Einzel, Klasse 4/5) *
- Yann Guilham *
- Emeric Martin *
- Damien Mennella *
- Florian Merrien *
- Stéphane Messi *
- Stephane Molliens, 1×  (Einzel, Klasse 2) *
- Alain Pichon *
- Jean-Philippe Robin, 1×  (Einzel, Klasse 3) *
- Jeremy Rousseau *
- Christophe Rozier *
- François Serignat *
- Maxime Thomas *

|* Mannschaftswettbewerbe
| Frauen Klasse 1-3 (Bronze )                                                     | Frauen Klasse 6-10 (Bronze )                                          | Männer Klasse 1/2 (Silber )                                                 | Männer Klasse 3 (Gold )                                | Männer Klasse 4/5 (Bronze )                         | Männer Klasse 6-8 (Bronze )                         | Männer Klasse 9/10 (Bronze )                                     |
| ------------------------------------------------------------------------------- | --------------------------------------------------------------------- | --------------------------------------------------------------------------- | ------------------------------------------------------ | --------------------------------------------------- | --------------------------------------------------- | ---------------------------------------------------------------- |
| - Fanny Bertrand - Marie-Christine Fillou - Isabelle Lafaye - Stephanie Mariage | - Anne Barneoud - Thu Kamkasomphou - Audrey le Morvan - Claire Mairie | - Vincent Boury - Jean-François Ducay - Damien Mennella - Stephane Molliens | - Yann Guilham - Florian Merrien - Jean-Philippe Robin | - Christophe Durand - Emeric Martin - Maxime Thomas | - Stéphane Messi - Alain Pichon - François Sérignat | - Gilles de la Bourdonnaye - Jeremy Rousseau - Christophe Rozier |